# LibGDX
LibGDX é uma estrutura de aplicação de desenvolvimento de jogos livre e de código aberto, escrito em Java, com alguns componentes de C e C++. Ela permite o desenvolvimento de jogos para as plataformas desktop e móvel, usando o mesmo código base, além de ser multiplataforma, suportando Windows, Mac, Linux, Android, IOS, BlackBerry e HTML5.

## Extensões
Há várias extensões oficiais e de terceiros que adicionam funcionalidades à biblioteca.

### GDXFreeType
Pode ser usado para renderizar fontes FreeType no tempo de execução, ao invés de usar imagens bitmap estáticas, que não funcionam bem com redimensionamento.

### Box2D
Uma wrapper library para a biblioteca de física Box2D, que foi introduzida em 2010 e movida para uma extensão na versão 1.0.